# Aeroportul Municipal Ida Grove
Aeroportul Municipal Ida Grove (IATA: IDG, ICAO: KIDG, FAA LID: IDG) este un aeroport din Iowa, Statele Unite ale Americii.
Situat la o altitudine de 379,476 m, aeroportul dispune de 1 pistă.

## Infrastructură

### Piste
Aeroportul dispune de o singură pistă. Pista 12/30 are suprafața de asfalt și dimensiunile 3.172 picioare × 50 picioare. 